# دختربچگی (فیلم)
«دختربچگی» (فرانسوی: Bande de filles‎) فیلمی در ژانر درام به کارگردانی سلین سیاما است که در سال ۲۰۱۴ منتشر شد.